# Lagoa Santa (Goiás)
Lagoa Santa is een gemeente in de Braziliaanse deelstaat Goiás. De gemeente telt 1.346 inwoners (schatting 2009).